# An Elixir for Existence
An Elixir for Existence (рус. Эликсир бытия) — второй альбом группы Sirenia, был выпущен в 2004 году.
В записи An Elixir for Existence приняла участие новая вокалистка группы, Генриетта Бордвик. Подавляющее количество песен посвящены различным психическим состояниям. «Voices Within» повествует о депрессии, «Euphoria» — о наркотическом опьянении, «The Fall Within» — о суицидальных мыслях.

## Список композиций
Слова и музыка всех песен — Мортен Веланд.
| №                   | Название                         | Длительность |
| ------------------- | -------------------------------- | ------------ |
| 1.                  | «Lithium and a Lover»            | 6:33         |
| 2.                  | «Voices Within»                  | 6:52         |
| 3.                  | «Mental Symphony»                | 5:25         |
| 4.                  | «Euphoria»                       | 6:35         |
| 5.                  | «In My Darkest Hours»            | 6:04         |
| 6.                  | «Save Me from Myself»            | 4:14         |
| 7.                  | «The Fall Within»                | 6:48         |
| 8.                  | «Star-Crossed»                   | 6:29         |
| 9.                  | «Seven Sirens And A Silver Tear» | 4:45         |
| Общая длительность: | Общая длительность:              | 53:44        |

## Участники записи
Sirenia
- Мортен Веланд (норв. Morten Veland) — вокал, гроул, гитара, бас-гитара, программирование
- Генриетта Бордвик (норв. Henriette Bordvik) — женский вокал
- Кристиан Гундерсен (норв. Kristian Gundersen) — гитара
- Джонатан Перес (норв. Jonathan Perez) — ударные и перкуссия

Сессионные участники
- Анн Вердо (фр. Anne Verdot) — скрипка

Хор
- Эмили Лебро (фр. Emilie Lesbros)
- Дамьен Сюриан (фр. Damien Surian)
- Матьё Ландри (фр. Mathieu Landry)
- Эммануэль Зольдан (фр. Emmanuelle Zoldan)
- Сандрин Гуттебель (фр. Sandrine Gouttebel)